# Херој улице (филм из 2023)
Херој улице је српски филм из 2023. године настао у режији и по сценарију Романа Мајетића.
Од 8. јуна 2023. године филм је доступан на стриминг платформи Аполон. 

## Радња
Стефан је 40-огодишњи лузер, иако, захваљујући пажљиво изграђеној фасади, делује као привлачан градски шмекер. Изгубио је посао, али и супругу, која га је избацила из стана, а остао је и без љубавнице.
Сада ради као приватни детектив, али и то илегално. Овај момак с београдског асфалта, познаје све и свакога, и много боље се сналази у свету људи на рубу или са оне стране закона...

## Улоге
| Глумац             | Улога |
| ------------------ | ----- |
| Тања Дивнић        |       |
| Теодора Драгићевић |       |
| Срђан Ивановић     |       |
| Нина Граховац      |       |
| Јаков Јевтовић     |       |
| Даниел Ковачевић   |       |
| Невена Неранџић    |       |
| Иван Перковић      |       |
| Никола Петровић    |       |
| Дарко Томовић      |       |
| Драган Вујић       |       |
| Алекса Јовановић   |       |
| Никола Мијатовић   |       |
| Мина Милићевић     |       |
| Бора Ненић         |       |